# Manský dvůr
Manský dvůr (někdy též Manský Dvůr) je samota, soubor hrázděných staveb bývalého velkostatku 2 km od Dolního Žandova v okrese Cheb v Karlovarském kraji.

## Poloha a popis území
Manský dvůr se nachází v mělké kotlině na úpatí západních svahů Slavkovského lesa při okraji CHKO Slavkovský les. Rozloha vlastních pozemků je přes 300 hektarů a tvoří je i louky, rybníky a lesy. Na pozemcích se na nepojmenovaném potoce, přítoku Lipoltovského potoka, nachází několik menších rybníků, nad nimi se zvedá částečně zalesněný vrch Skaliska (546 m).

## Historie
První písemná zmínka o Manském dvoře pochází z roku 1242. Na místě zemědělské usedlosti stávalo původně strážní místo, později změněné na léno. Odtud pochází i dřívější německý název Lehnhof. Před první světovou válkou patřil statek ke Kynžvartskému panství. V rámci pozemkové reformy z roku 1919 se stal z velkostatku tzv. zbytkový statek.
Na počátku 30. let 20. století koupila zdevastovaný statek a zaplevelené pozemky rodina pražského architekta Milana Babušky a přikoupila další pozemky. Až do druhé světové války ho zvelebovala. Vedle statku zde architekt navrhl a jako investor postavil rodinnou vilu ve stylu moderny. Zároveň nechal v údolí pod statkem vybudovat soustavu vodních nádrží podle návrhu významného československého ichtyologa Schaferny.
Období obnovy Manského dvora skončilo v roce 1938 záborem pohraničí. Babuškova rodina musela statek opustit. V té době byl statek již tak atraktivní, že jej zabral jako svoje letní sídlo sudetský Němec, vůdce sudetoněmecké strany a válečný zločinec Konrad Henlein. Traduje se legenda, že chtěl statek přestavět do podoby hákového kříže. Henlein na statku sám nikdy nehospodařil, za druhé světové války zde bydlela jeho manželka se třemi syny. O statek se jí starala skupina francouzských válečných zajatců.
Po roce 1945 se statek vratil na krátkou dobu opět rodině Babuškových, v roce 1948 byl však znárodněn. Dříve prosperující statek začal chátrat a v rámci reorganizací měnit majitele, naposledy Agrostatek Žandov. Po roce 1989 získala statek opět rodina Babuškových a postupně ho zrekonstruovala do původní podoby. V jedné z budov vznikl penzion a hospůdka.
Od roku 2003 je v rekonstruovaném objektu umístěno malé muzeum se stovkami exponátů, týkajích se zejména historie Mariánskolázeňska. Exponáty historických předmětů a zajímavostí ve volně přístupném regionálním muzeu pochází ze soukromých sbírek mariánskolázeňského historika a regionálního publicisty Zdeňka Buchteleho (2. června 1950 – 4. července 2021).

## Stavební podoba
Areál představuje symbiózu tradičního statku tzv. franckého typu s hrázděným dekorem štítů, typické pro Chebsko s kvalitní autorskou modernistickou vilou z 1. poloviny 20. století. Vinou neprováděné údržby v období socialismu došlo bohužel k poškození stavebních prvků a opravy dvora musely být proto poměrně razantní. Zajímavostí je iluzivní hrázdění namalované na štítu budovy statku. Hodnota lokality není soustředěna pouze do zastavěného prostoru, ale spočívá především v propojení tradičních staveb s okolní kulturní krajinou a tradičním způsobem hospodaření. Areál má vysokou krajinnou a historickou hodnotu. Vzácná je především nepřetržitá linie osídlení solitérní usedlosti od vrcholného středověku do současnosti, situovaná mimo městské či venkovské urbanistické celky.

## Galerie

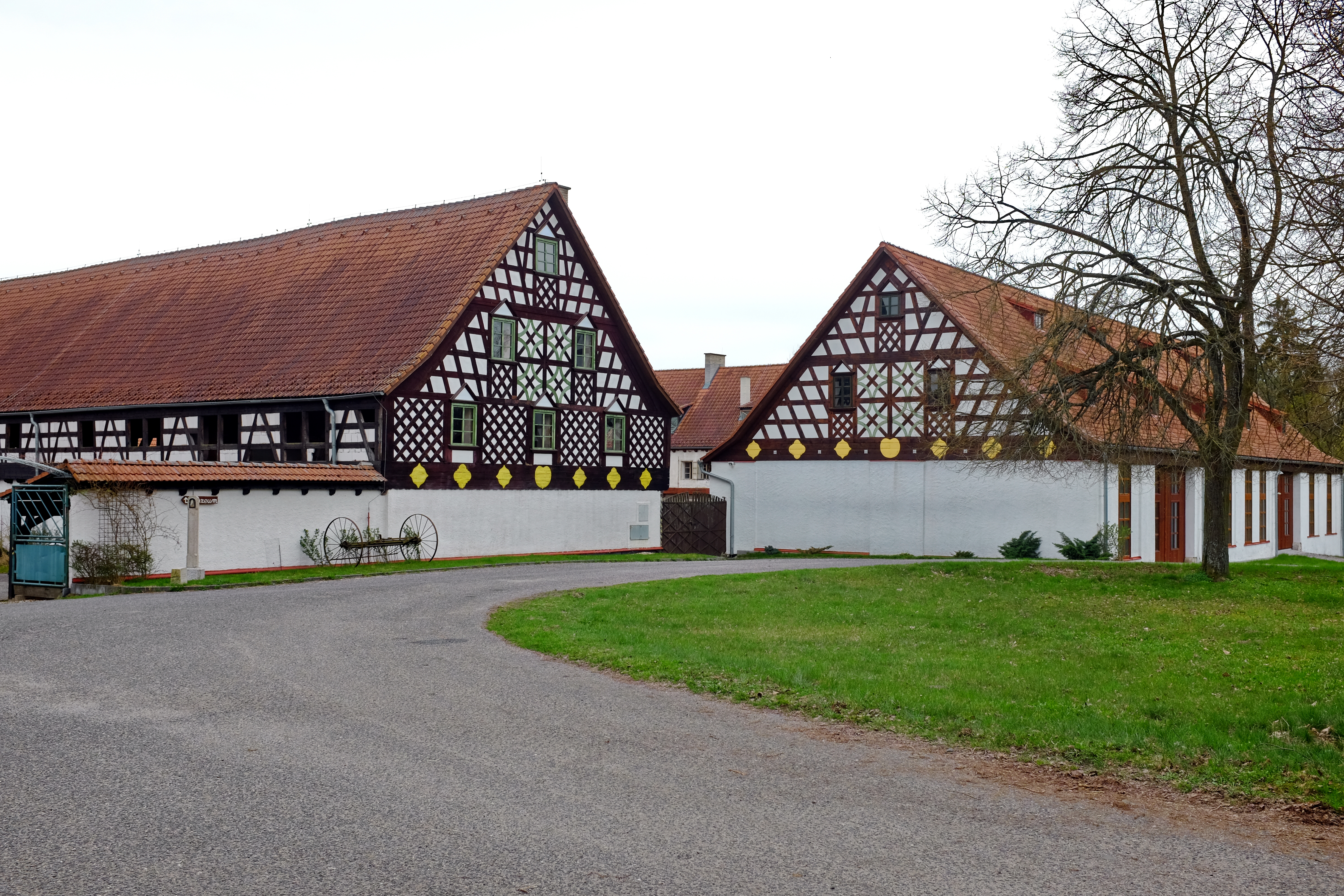
Pohled od severozápadu
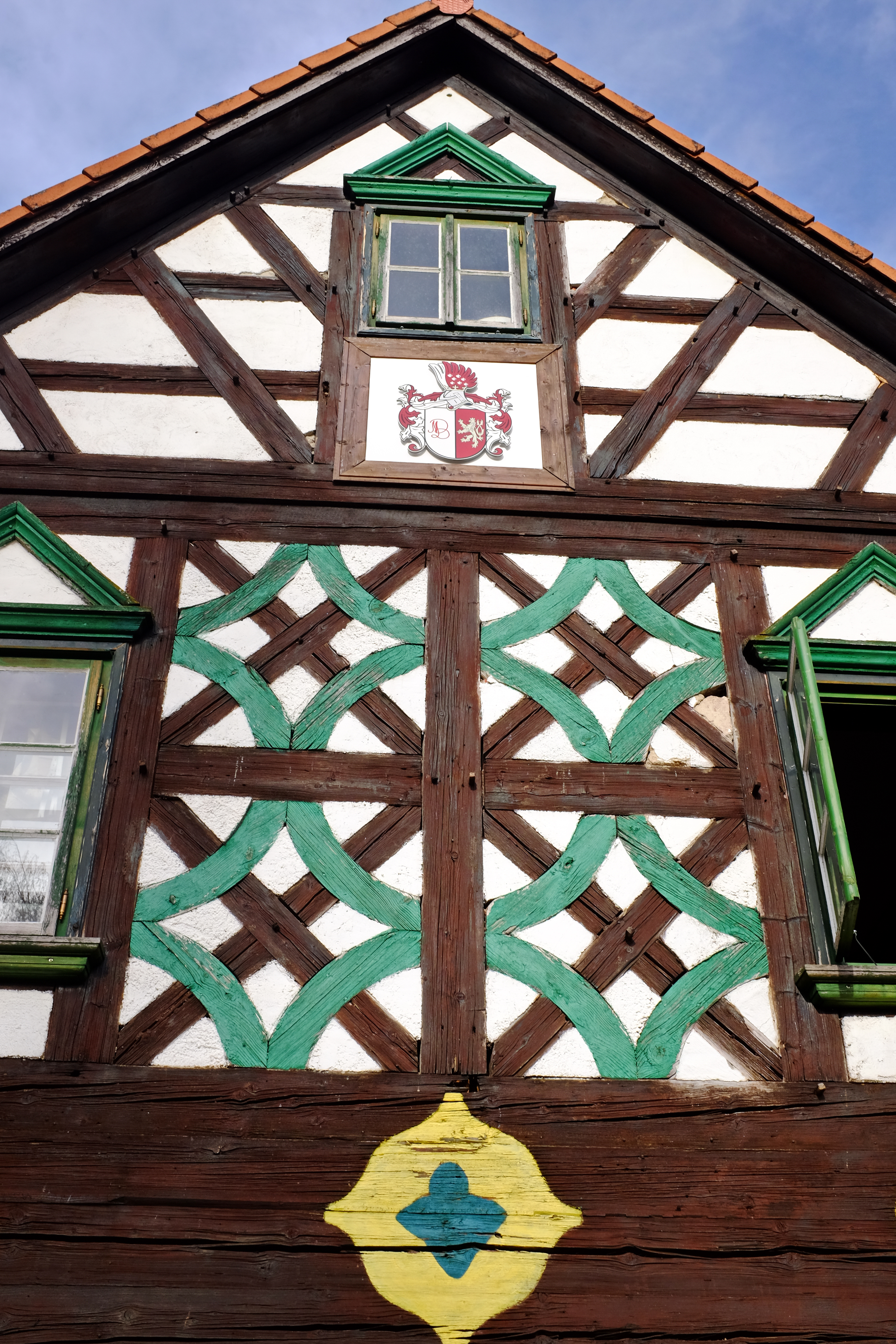
Detail hrázdění ve štítu s erbem
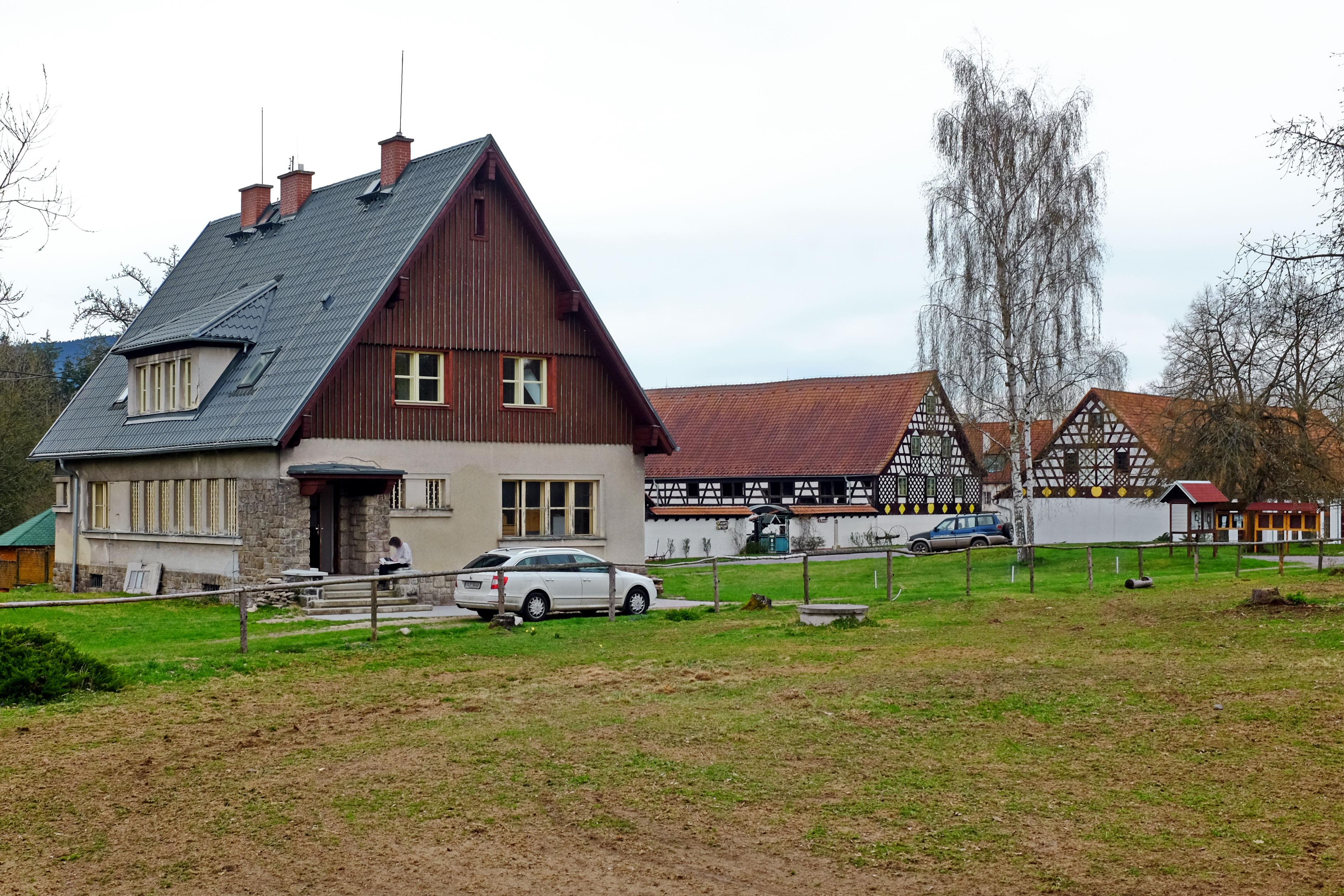
Vila Milana Babušky a hospodářské budovy
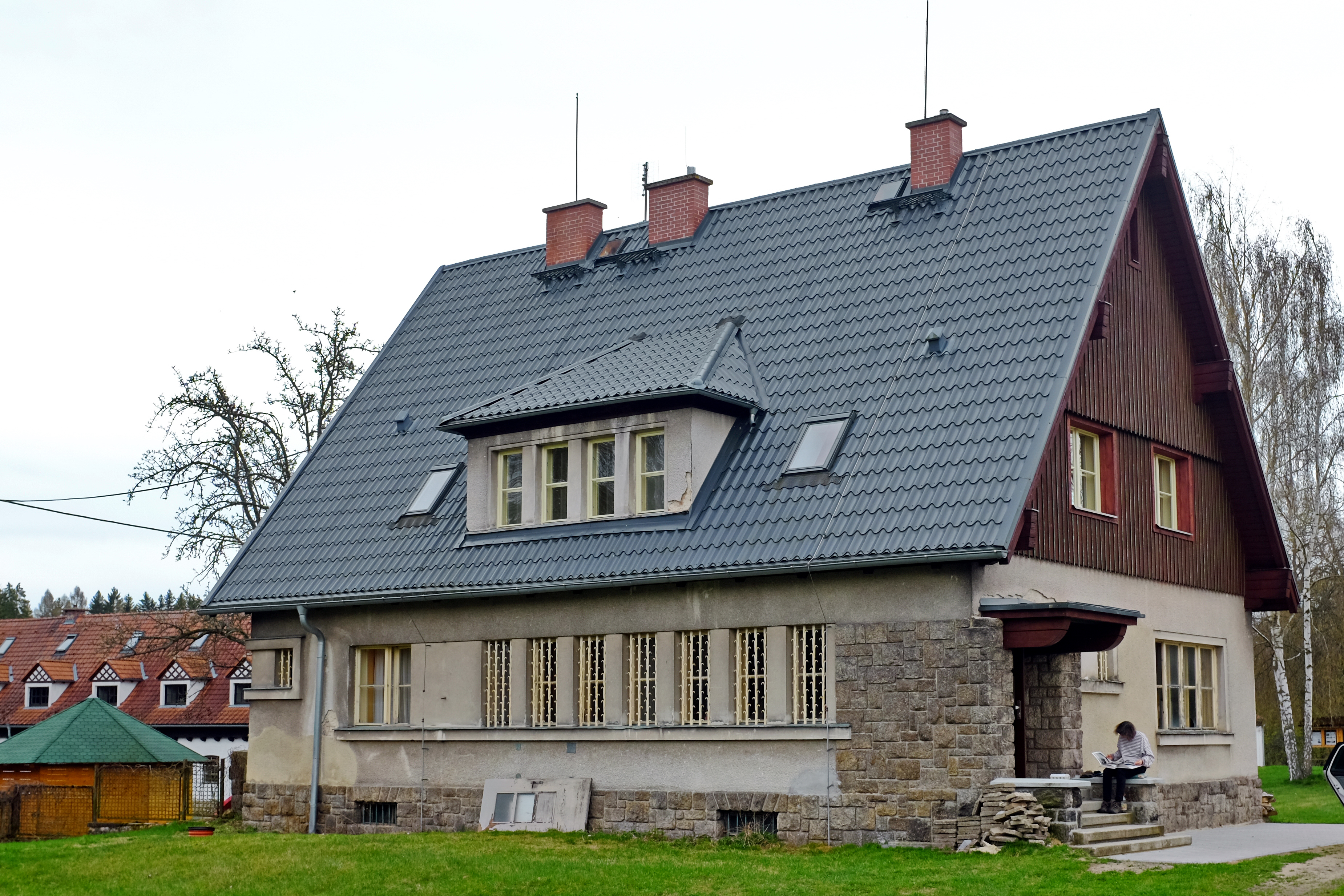
Vila Milana Babušky
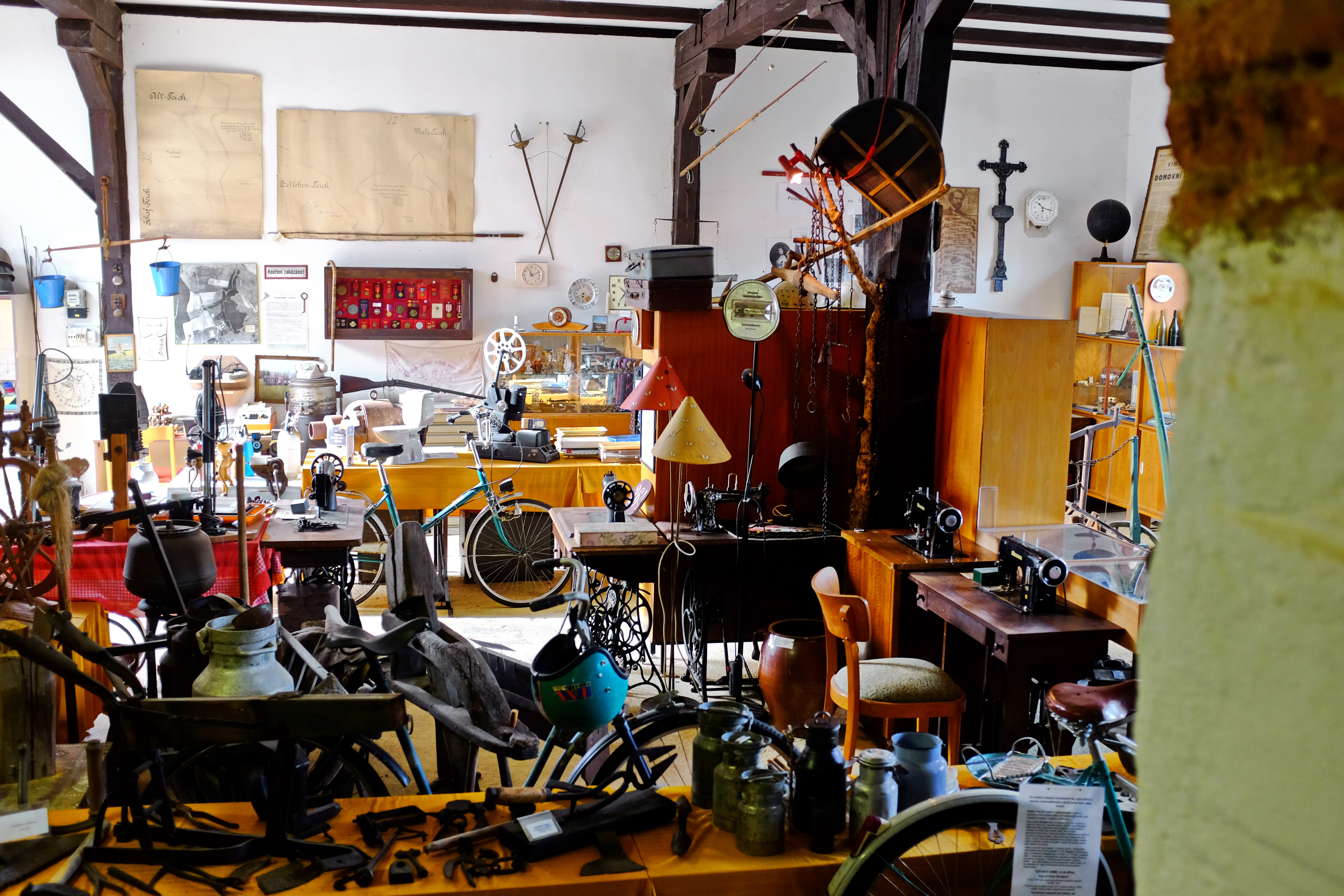
Muzeum Zdeňka Buchteleho
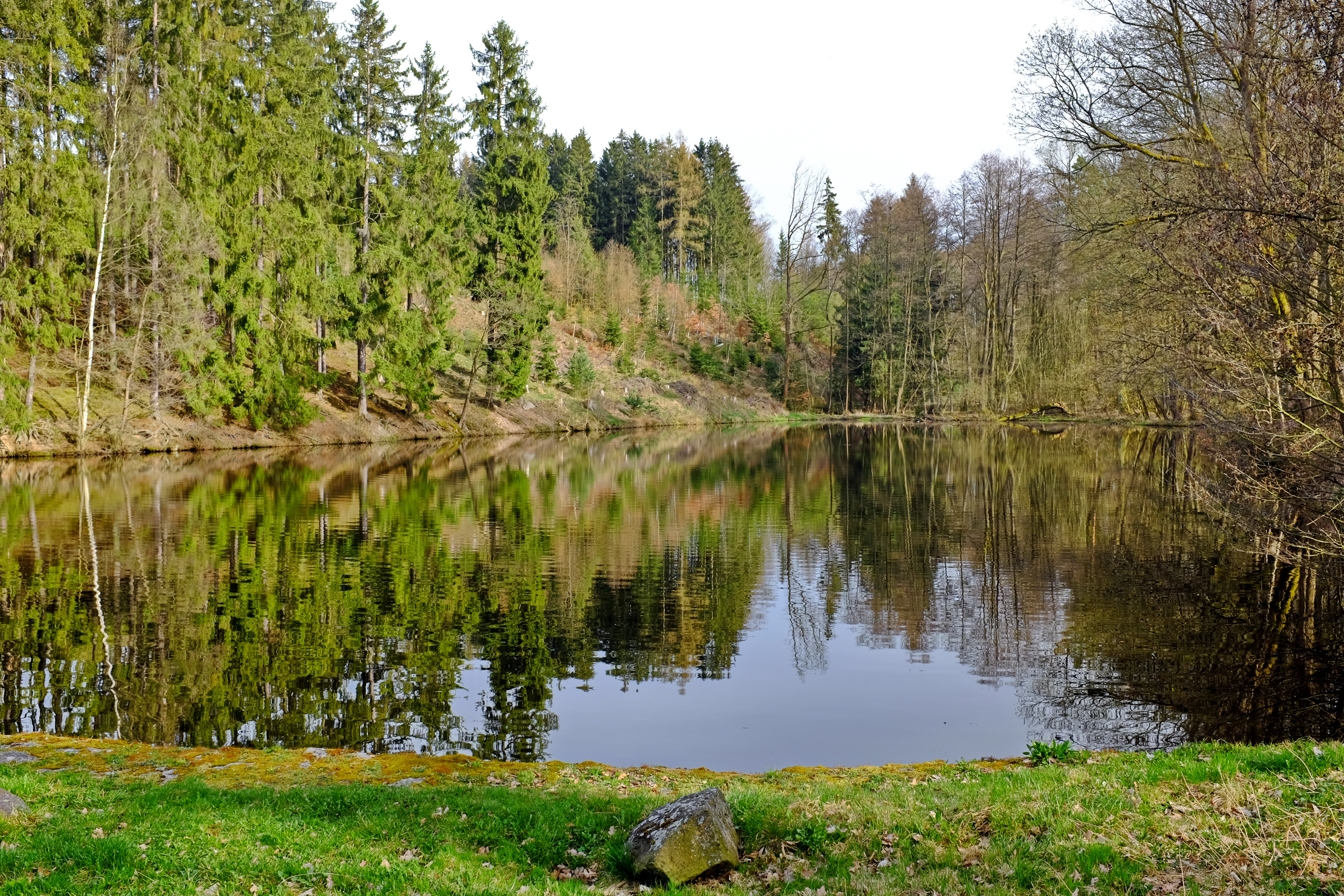
Rybníček v areálu Manského dvora
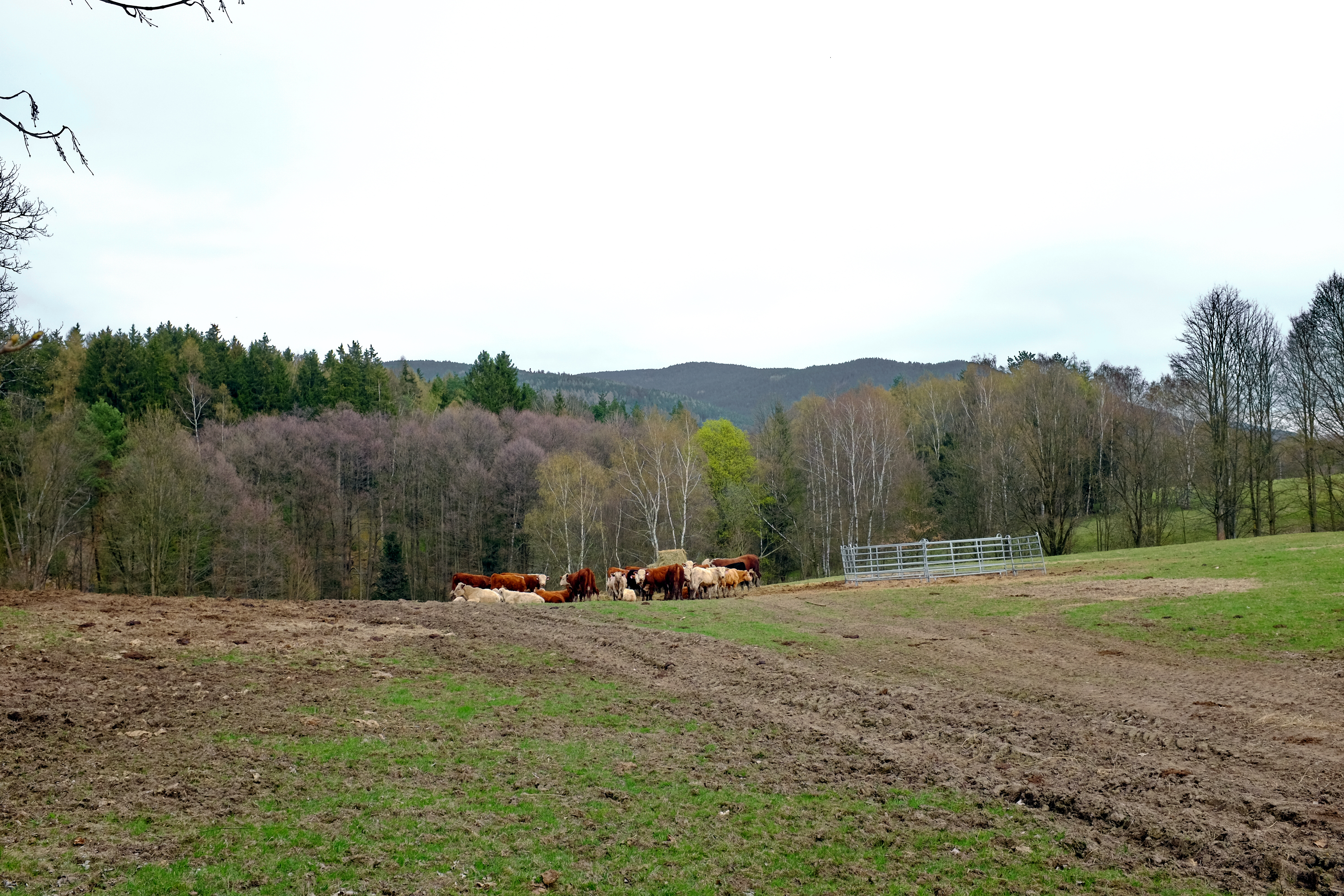
Pastviny v areálu Manského dvora
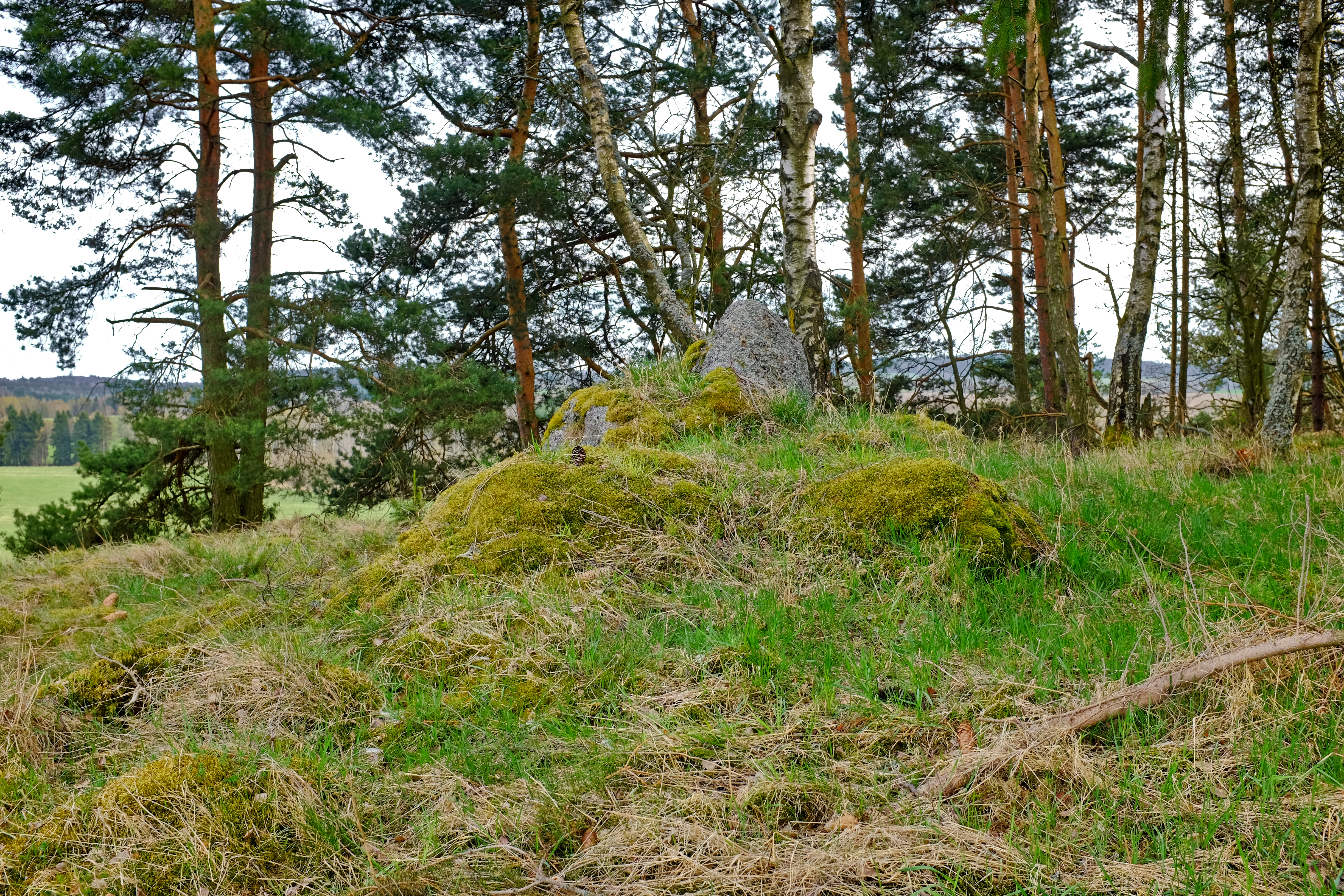
Vrch Skaliska (546 m)